# 馬弗爾 (阿拉巴馬州)
馬弗爾（英語：Marvel）是一個位於美國阿拉巴馬州比伯縣的非建制地區。該地的面積和人口皆未知。

## 地理
馬弗爾的座標為33°08′48″N 87°00′11″W / 33.146666°N 87.003050°W，而該地最高點為海拔高度159米（即522英尺）。